# Корине (награда)
Международната литературна награда „Корине“ (на немски: Corine (Literaturpreis)) се присъжда от 2001 до 2011 г. под патронажа на президента на провинция Бавария. С наградата се удостояват немски и международни автори за „изтъкнати писателски постижение и тяхното признание от публиката“.
Наградата е почетна и няма парично измерение.

## Носители на наградата (подбор)
- 2001:

Цруя Шалев
Хенинг Манкел
Джоан Роулинг
Розамънд Пилчър
- 2002:

Паулу Коелю
Уейърис Дайри
Астрид Линдгрен
Зигфрид Ленц
- 2003:

Дона Леон
Валтер Йенс
Джонатан Сафран Фоер
Надин Гордимър
Кен Фолет
- 2004:

Имре Кертес
Тад Уилямс
- 2005:

Пер Улув Енквист
Ева Менасе
Джеръми Рифкин
Валтер Кемповски
Сесилия Ахърн
- 2006:

Казуо Ишигуро
Джонатан Страуд
Амос Оз
Диана Габалдон
Клаус Мария Брандауер
- 2007:

Вилхелм Генацино
Сергей Лукяненко
Петер Хертлинг
- 2008:

Феридун Заимоглу
Андреас Щайнхьофел
Мартин Валзер
Мухамад Юнус
Хенинг Манкел
- 2009:

Рихард фон Вайцзекер
Мирям Преслер
Фред Варгас
Рюдигер Сафрански
- 2010:

Ханс Йоахим Шедлих
Джон Грийн
Ю Несбьо
- 2011:

Кристине Ньостлингер